# Vladimir Prelog
Vladimir Prelog, född i Sarajevo i dagens Bosnien-Hercegovina (då ett protektorat inom Österrike-Ungern) den 23 juli 1906, död i Zürich i Schweiz den 7 januari 1998, var en bosnienkroatisk organisk kemist. Han forskade bland annat inom naturproduktkemi, stereokemi och kemisk syntes. 1975 erhöll han, tillsammans med John Cornforth, Nobelpriset i kemi.

## Biografi
Vid åtta års ålder flyttade Prelog tillsammans med sin familj till Zagreb och senare Osijek i Kungariket Ungern (sedan 1920 i Jugoslavien), i dagens Kroatien. Efter att ha doktorerat i Prag blev han lektor vid Universitetet i Zagrebs tekniska fakultet, där han i blev den förste att syntetisera adamantan och i samarbete med läkemedelsbolaget Pliva framställde streptazol, en av de första sulfonamiderna. Lavoslav Ružička bjöd in Prelog till ETH Zürich 1941. Där forskade Prelog i stereokemi, naturproduktkemi och strukturkemi. Bland annat utformade han, Robert Cahn och Christopher Kelk Ingold de så kallade Cahn-Ingold-Prelog-reglerna för namngivning av stereoisomerer.